# Cotation Clément
La cotation Clément, ou lettrage Clément, représente le système de classification, créé à la fin du XVIIe siècle par le bibliothécaire français Nicolas Clément pour la Bibliothèque du Roi (actuelle Bibliothèque Nationale de France). Elle est utilisée à la BnF pour tous les documents entrés avant la fin de l'année 1996.

## Classification

### Classification originelle
Dans la cotation Clément, les livres étaient triés par format et par sujet au sein de chaque division. La classification originelle de 1684 comprend les 23 divisions suivantes :
| A | Biblia et Bibliorum interpretes |
| B | Liturgiæ                        |
| C | Sancti Patres                   |
| D | Theologi                        |
| E | Concilia et jus Canonicum       |
| F | Jus civile                      |
| G | Geographi et chronologi         |
| H | Historia ecclesiastica          |
| I | Historia græca et romana        |
| K | Historia italica                |
| L | Historia germanica et belgica   |
| M | Historia gallica                |
| N | Historia anglica                |
| O | Historia hispanica et indica    |
| P | Historia miscellanea            |
| Q | Bibliothecarii                  |
| R | Philosophi                      |
| S | Historia naturalis              |
| T | Medici                          |
| V | Mathematici                     |
| X | Grammatici                      |
| Y | Pœtæ                            |
| Z | Philologi                       |
| - | Grands livres de figures        |

### Évolutions postérieures
Afin de mieux classer les ouvrages, la cotation Clément est précisée par les bibliothécaires suivants de la BnF. Ainsi, en 1896, des catégories ont été ajoutées. Par exemple D2 pour les ouvrages de théologie non catholique. Par ailleurs de nombreuses catégories concernant la poésie sont ajoutées.
En 1896, la classification utilisée par le département des imprimés de la BnF est la suivante :
| A   | Écriture Sainte                                |
| B   | Liturgie                                       |
| C   | Pères de l'Église                              |
| D   | Théologie catholique                           |
| D2  | Théologie non catholique                       |
| E   | Droit canonique                                |
| *E  | Droit de la nature et des gens                 |
| F   | Jurisprudence                                  |
| G   | Géographie et histoire générale                |
| H   | Histoire ecclésiastique                        |
| I   | Histoire ancienne                              |
| K   | Histoire d'Italie                              |
| L   | Histoire de France                             |
| M   | Histoire d'Allemagne                           |
| N   | Histoire de la Grande Bretagne                 |
| O   | Histoire d'Espagne et du Portugal              |
| O2  | Histoire d'Asie                                |
| O3  | Histoire d'Afrique                             |
| P   | Histoire d'Amérique                            |
| P2  | Histoire de l'Océanie                          |
| Q   | Bibliographie                                  |
| ☒   | Annexe de la division Q                        |
| R   | Sciences philosophiques, morales et politiques |
| S   | Sciences naturelles                            |
| T   | Sciences médicales                             |
| Vm  | Musique                                        |
| X   | Linguistique et rhétorique                     |
| Y   | Introduction et généralités de la poésie       |
| Ya  | Poésie orientale                               |
| Yb  | Poésie grecque                                 |
| Yc  | Poésie latine                                  |
| Yd  | Poésie italienne                               |
| Ye  | Poésie française                               |
| Yf  | Théâtre français                               |
| Yg  | Poésie espagnole et portugaise                 |
| Yh  | Poésie allemande                               |
| Yi  | Poésie néerlandaise                            |
| Yk  | Poésie anglaise                                |
| Yl  | Poésie scandinave                              |
| Ym  | Poésie slave                                   |
| Yn  | Poésie celtique                                |
| Yth | Théâtre                                        |
| Y2  | Romans                                         |
| Z   | Polygraphie et mélanges                        |